# 1971 UK
1971 UK är en asteroid i huvudbältet, som upptäcktes 26 oktober 1971 av den tjeckiske astronomen Luboš Kohoutek vid Bergedorf-observatoriet.
Asteroiden har en diameter på ungefär 4 kilometer.